# Ewangelicka Partia Ludowa
Ewangelicka Partia Ludowa – szwajcarska, protestancka oraz centroprawicowa partia polityczna o ideologii konserwatywnej. Partia została założona w 1919 roku. Na arenie międzynarodowej partia jest stowarzyszona z Europejską Partią Ludową. W 2003 partia zdobyła trzy mandaty do parlamentu nie uzyskując jednocześnie żadnego kandydata wyższej izbie parlamentu. W wyborach samorządowych w 2005 roku partia uzyskała 2,4% głosów, jednakże nie wszystkich kantonach startowali kandydaci EVP. W wyborach parlamentarnych w 2007 roku partia uzyskała 2,4% głosów co dało jej możliwość wprowadzenia 3 posłów do parlamentu.